# Терське (Чечня)
Терське (рос. Терское) — село у Грозненському районі Чечні Російської Федерації.
Населення становить 1489 осіб (2019). Входить до складу муніципального утворення Терське сільське поселення.

## Історія
Згідно із законом від 20 лютого 2009 року органом місцевого самоврядування є Терське сільське поселення.

## Населення
| 1990  | 2002  | 2010  | 2012  | 2013  | 2014  | 2015  |
| ----- | ----- | ----- | ----- | ----- | ----- | ----- |
| 987   | ↗1224 | ↗1341 | ↗1378 | ↗1384 | ↗1406 | ↗1422 |
| 2016  | 2017  | 2018  | 2019  |       |       |       |
| ↗1440 | ↗1449 | ↗1457 | ↗1489 |       |       |       |